# Кубок шотландської ліги з футболу 2005—2006
Кубок шотландської ліги 2005–2006 — 60-й розіграш Кубка шотландської ліги. Змагання проводиться за системою «плей-оф», де і визначають переможця. Переможцем став Селтік.

## Календар
| Раунд        | Дата                     | Матчі | Клуби   |
| ------------ | ------------------------ | ----- | ------- |
| Перший раунд | 9-10 серпня 2005         | 14    | 42 → 28 |
| Другий раунд | 23-24 серпня 2005        | 12    | 28 → 16 |
| 1/8 фіналу   | 20-21 вересня 2005       | 8     | 16 → 8  |
| 1/4 фіналу   | 8-9 листопада 2005       | 4     | 8 → 4   |
| 1/2 фіналу   | 25 січня - 1 лютого 2006 | 2     | 4 → 2   |
| Фінал        | 19 березня 2006          | 1     | 2 → 1   |

## Перший раунд
| Команда 1                | Рахунок      | Команда 2           |
| ------------------------ | ------------ | ------------------- |
| 9 серпня 2005            |              |                     |
| Аллоа Атлетік (3)        | 2:1          | Арброт (4)          |
| Бервік Рейнджерс (4)     | 4:2          | Елгін Сіті (4)      |
| Бріхін Сіті (2)          | 0:0 пен. 1:3 | Партік Тісл (3)     |
| Ковденбіт (4)            | 2:3          | Сент-Джонстон (2)   |
| Іст Файф (4)             | 0:1          | Странрар (2)        |
| Іст Стерлінгшир (4)      | 1:3          | Квінз Парк (4)      |
| Форфар Атлетік (3)       | 1:4          | Росс Каунті (2)     |
| Гамільтон Академікал (2) | 2:1          | Дамбартон (3)       |
| Монтроз (4)              | 0:1          | Клайд (2)           |
| Грінок Мортон (3)        | 1:2          | Ейр Юнайтед (3)     |
| Рейт Роверз (3)          | 2:0          | Ейрдрі Юнайтед (2)  |
| Стенхаузмур (4)          | 0:1          | Пітергед (3)        |
| 10 серпня 2006           |              |                     |
| Альбіон Роверз (4)       | 1:2          | Гретна (3)          |
| Стерлінг Альбіон (3)     | 2:1          | Квін оф зе Саут (2) |

## Другий раунд
| Команда 1                 | Рахунок | Команда 2                |
| ------------------------- | ------- | ------------------------ |
| 23 серпня 2005            |         |                          |
| Абердин                   | 3:0     | Бервік Рейнджерс (4)     |
| Фолкерк                   | 2:1     | Партік Тісл (3)          |
| Гретна (3)                | 0:1     | Данфермлін Атлетік       |
| Кілмарнок                 | 4:1     | Стерлінг Альбіон (3)     |
| Мотервелл                 | 2:1     | Гамільтон Академікал (2) |
| Пітергед (3)              | 2:3     | Клайд (2)                |
| Квінз Парк (4)            | 0:2     | Гарт оф Мідлотіан        |
| Рейт Роверз (3)           | 1:2     | Лівінгстон               |
| Росс Каунті (2)           | 1:2     | Ейр Юнайтед (3)          |
| Сент-Джонстон (2)         | 0:1     | Сент-Міррен (2)          |
| Странрар (2)              | 3:1     | Данді (2)                |
| 24 серпня 2005            |         |                          |
| Інвернесс Каледоніан Тісл | 6:1     | Аллоа Атлетік (3)        |

## 1/8 фіналу
| Команда 1                 | Рахунок | Команда 2          |
| ------------------------- | ------- | ------------------ |
| 20 вересня 2005           |         |                    |
| Інвернесс Каледоніан Тісл | 2:0     | Данді Юнайтед      |
| Кілмарнок                 | 3:4     | Данфермлін Атлетік |
| Рейнджерс                 | 5:2     | Клайд (2)          |
| Сент-Міррен (2)           | 0:2 дч  | Мотервелл          |
| Странрар (2)              | 0:2     | Абердин            |
| 21 вересня 2005           |         |                    |
| Ейр Юнайтед (3)           | 1:2     | Гіберніан          |
| Селтік                    | 2:1 дч  | Фолкерк            |
| Лівінгстон                | 1:0     | Гарт оф Мідлотіан  |

## 1/4 фіналу
| Команда 1          | Рахунок | Команда 2                 |
| ------------------ | ------- | ------------------------- |
| 8 листопада 2005   |         |                           |
| Данфермлін Атлетік | 3:0     | Гіберніан                 |
| Лівінгстон         | 2:1 дч  | Інвернесс Каледоніан Тісл |
| Мотервелл          | 1:0     | Абердин                   |
| 9 листопада 2005   |         |                           |
| Селтік             | 2:0     | Рейнджерс                 |

## 1/2 фіналу
| Команда 1          | Рахунок | Команда 2  |
| ------------------ | ------- | ---------- |
| 25 січня 2006      |         |            |
| Данфермлін Атлетік | 1:0     | Лівінгстон |
| 1 лютого 2006      |         |            |
| Мотервелл          | 1:2     | Селтік     |

## Фінал
| 19 березня 2006 |

| Данфермлін Атлетік | 0:3      | Селтік                               |
| ------------------ | -------- | ------------------------------------ |
|                    | Протокол | Журавський 43' Малоні 76' Даблін 90' |

| Гемпден-Парк, Глазго Глядачів: 52 103 Арбітр: Стюарт Дугал |